# An Introduction to... Elliott Smith
An Introduction to... Elliott Smith er et opsamlingsalbum udgivet 2. november 2010 af pladeselskaberne Kill Rock Stars (i USA) og Domino Records (i Europa). CD'en blev udgivet for at give nye lyttere en god introduktion til Elliott Smiths diskografi.
Larry Crane remixede en ny udgave af "Last Call" ved at bruge de oprindelige optagelser. "Angel in the Snow" er også en ny version og ikke den samme som på New Moon fra 2007.

## Trackliste
1. "Ballad of Big Nothing"
2. "Waltz #2 (XO)"
3. "Pictures of Me"
4. "The Biggest Lie"
5. "Alameda"
6. "Between the Bars"
7. "Needle in the Hay"
8. "Last Call"
9. "Angeles"
10. "Twilight"
11. "Pretty (Ugly Before)"
12. "Angel in the Snow"
13. "Miss Misery" (early version)
14. "Happiness" (single version)

Sang 1, 3, 5, 6, 9 var oprindeligt udgivet på cd'en Either/Or.
Sang 2 var oprindeligt udgivet på cd'en XO.
Sang 4, 7 var oprindeligt udgivet på cd'en Elliott Smith.
Sang 8 var oprindeligt udgivet på cd'en Roman Candle.
Sang 10, 11 var oprindeligt udgivet på cd'en From a Basement on the Hill.
Sang 12, 13 var oprindeligt udgivet på cd'en New Moon.
Sang 14 var oprindeligt udgivet på singlen "Happiness", original version fra Figure 8.